# Nova Lund
Nova Lund är ett köpcentrum i västra Lund med omkring 70 butiker och restauranger. 
I närheten av Nova Lund finns även butiker som Elgiganten, Power, Plantagen, Rusta, Systembolaget, ÖoB, med flera.
Enligt SCB:s avgränsning av handelsområden för 2010 utgjorde Nova Lund och Mobilia tillsammans ett handelsområde med 81 arbetsställen och 850 anställda. Vid avgränsningen 2015 hade metoden ändrats, vilket gjorde att Nova och Mobilia betraktades som två separata handelsområden. Nova låg i området med koden H1281011 som även omfattade några fastigheter norr om Fjelievägen. Detta område hade 85 arbetsställen för detaljhandel och 650 anställda.

## Historik
I början av 2000-talet stod Lunds kommun utan större handelsplatser utanför staden. I kommunens översiktsplan från 1998 angavs att man inte skulle tillåta köpcentrum utanför stadskärnan eftersom man ville bevara handeln i centrum. Det visade sig dock att detaljplanen för området medgav byggnader för detaljhandelsändamål och bygglov beviljades den 20 februari 2001. Köpcentret byggdes av JM som senare överlät förvaltningen till Wihlborgs och innan köpcentret stod färdigt hade Rodamco köpt fastigheten. Nova Lund fick bygglov med ett undantag – köpcentret fick inte ha en butik med dagligvaror.
Nova Lund slog för första gången upp portarna den 19 september 2002. Fyra år senare stod en tillbyggnad om 6 500 kvadratmeter handelsyta klar samtidigt som parkeringen utökades till 1 500 platser. 
År 2009 presenterades planer på att bygga ut Nova Lund ytterligare. Byggnadsnämnden i Lunds kommun sade dock, i mars 2011, nej till fortsatt utbyggnad. 
I mars 2015 sålde Unibail-Rodamco Nova Lund till TIAA Henderson Real Estate, numera Nuveen.

## Kommunikationer
Nova Lund ligger cirka 2,5 kilometer nordväst om Lunds stadskärna. Köpcentret nås med bil via flera större vägar i närheten, bland annat tidigare riksväg 16 västerut mot Flädie (anslutning till E6) och länsväg 108 mot Kävlinge och Staffanstorp.   
Stadsbuss linje 5 stannar vid Företagsvägen, medan regionbussarna 126 och 137 stannar vid Fjelierondellen nära köpcentret. Det finns cykel- och gångbanor med goda förbindelser till Nova Lund.

## Galleri

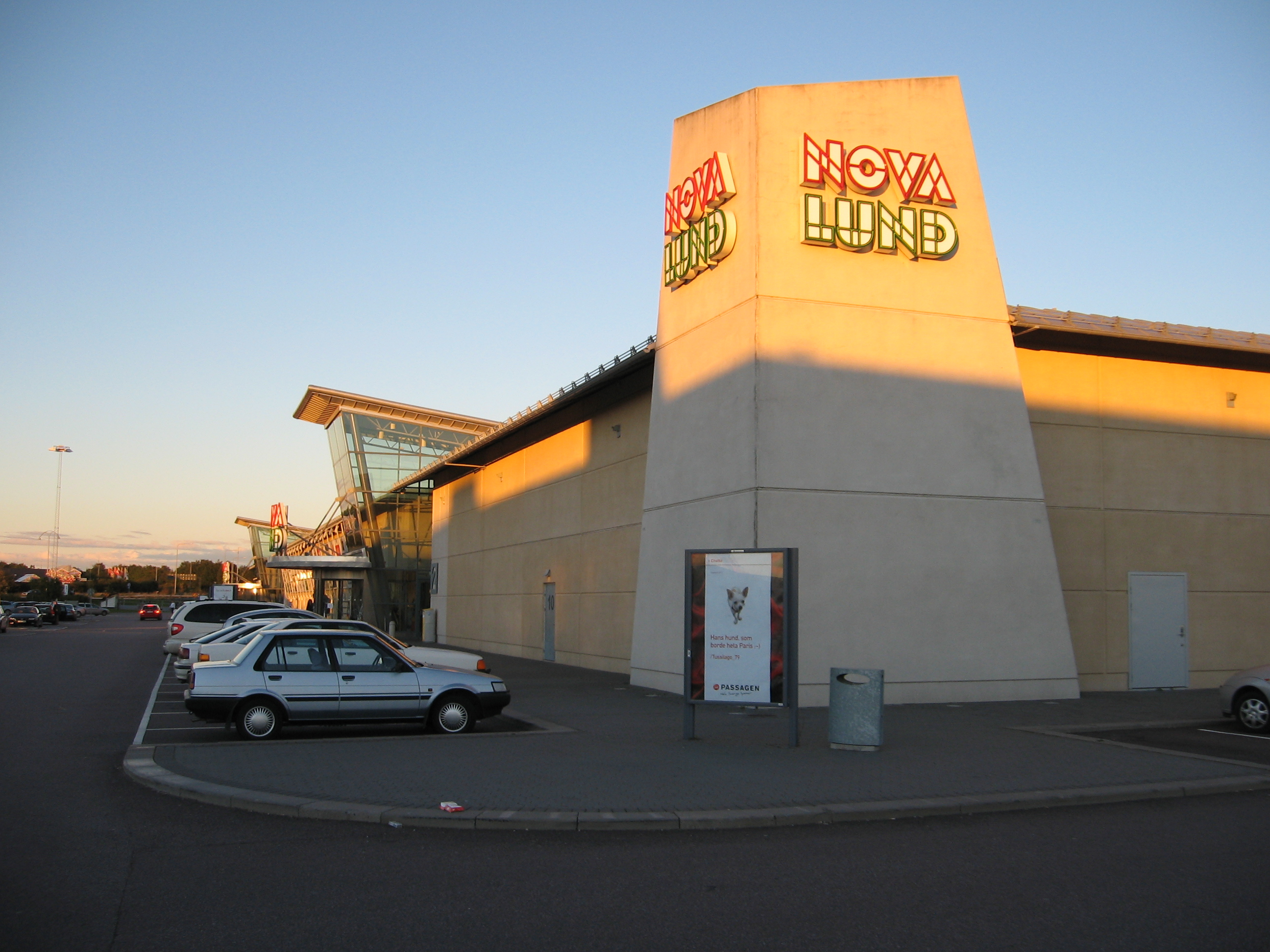
Nova Lund i solnedgång.
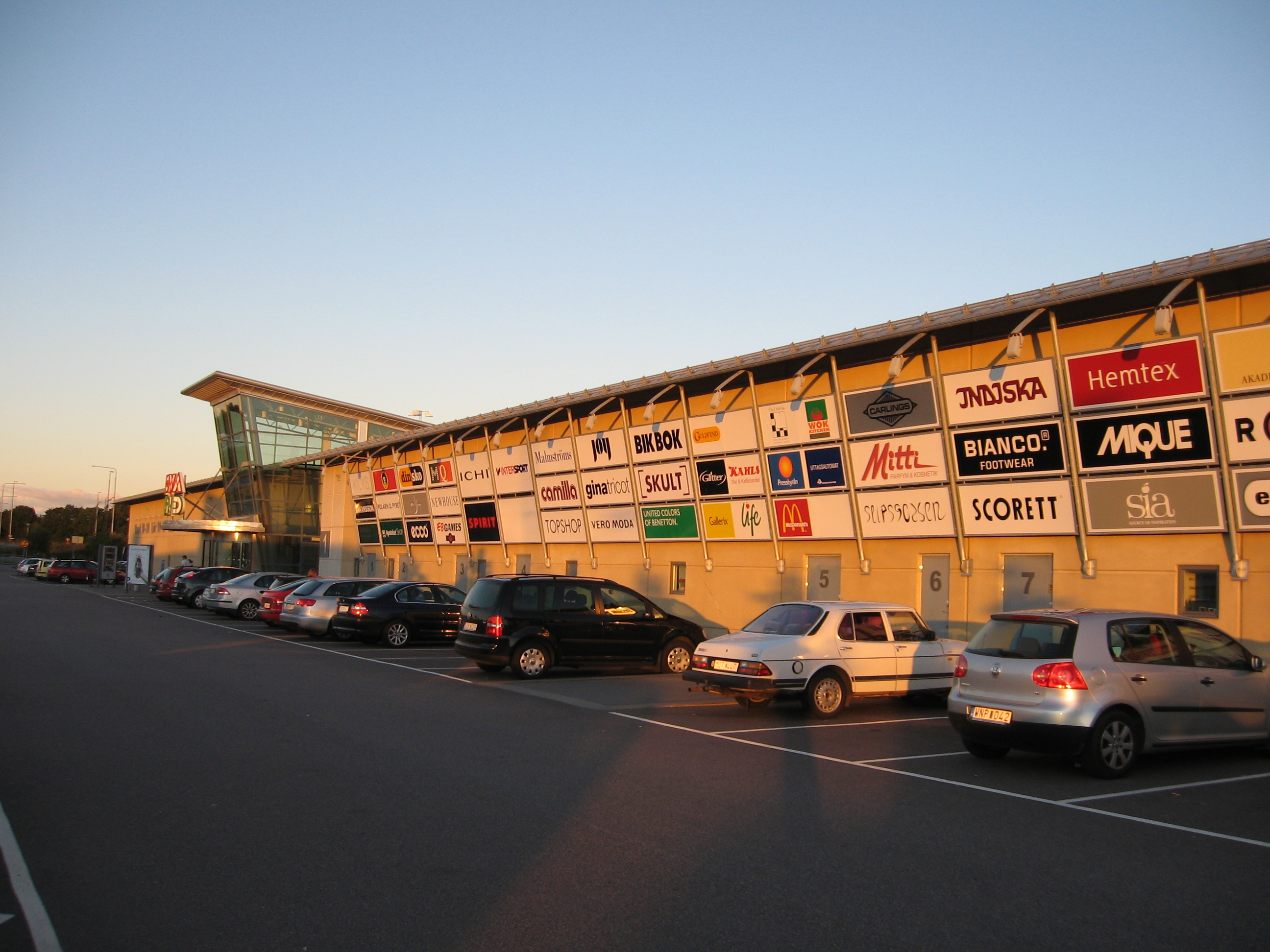
Nova Lund i solnedgång.
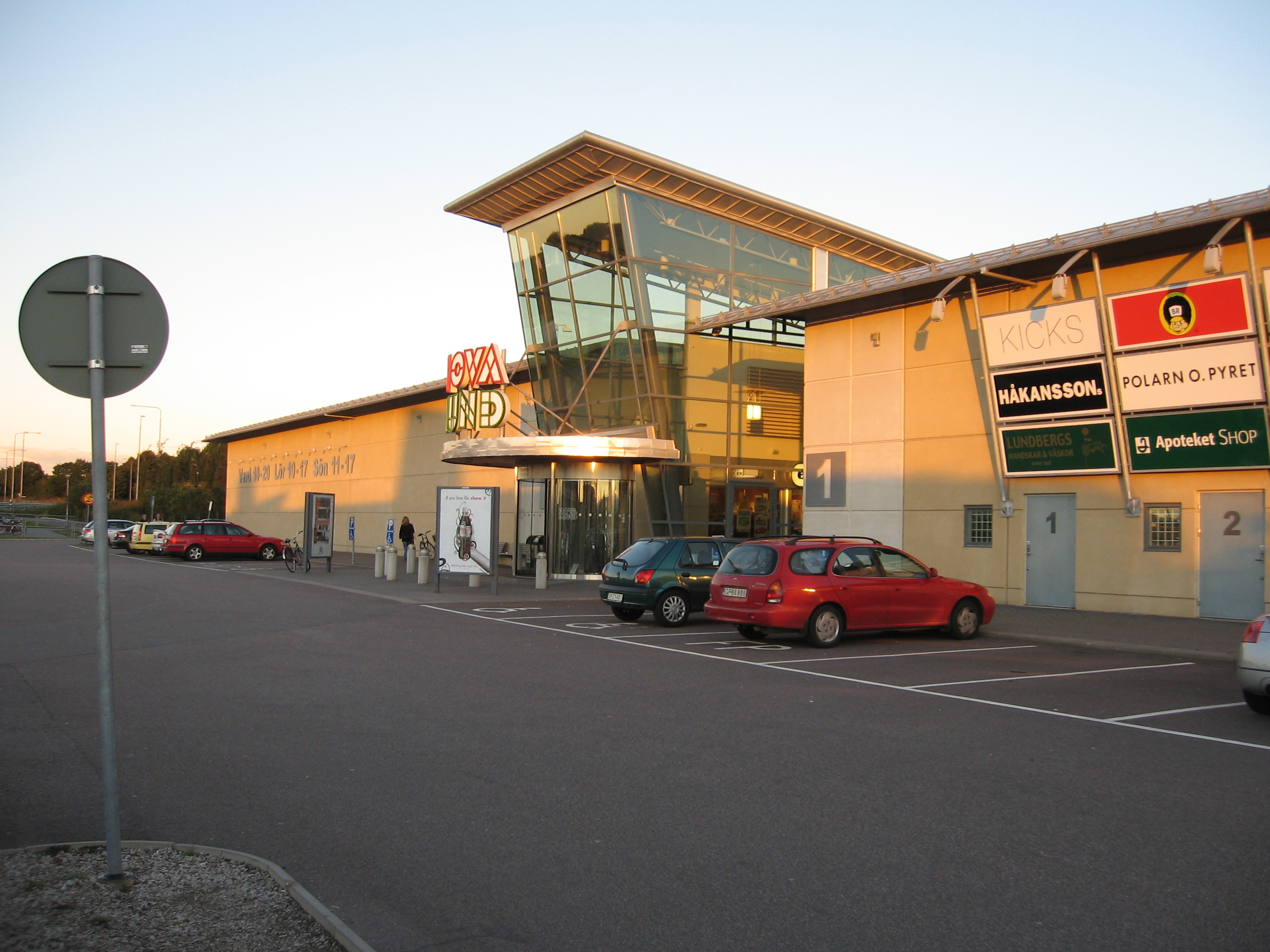
Nova Lund i solnedgång.